# Aragua de Barcelona
Aragua de Barcelona – miejscowość, stolica gminy Aragua.

## Historia
Miasto założone 20 lutego 1734 pod nazwą Nuestra Señora de Belén de Aragua przez gubernatora Nowej Andaluzji, Don Carlosa de Sucre. Miejscowość była ważnym centrum politycznym, kulturowym i „duchowym” epoki kolonializmu. Z tego okresu zachowało się zabytkowe stare miasto z kościołem Świętego Jana Chrzciciela wpisanym na listę Historycznego Narodowego Dziedzictwa Wenezueli, a także wiele domów kolonialnych. Na ulicy Colon jest dom, w którym jak głosi legenda, Simón Bolívar tańczył całą noc, a na ulicy Anzoategui drzewo Cotoperí (Melicoccus bijugatus), do którego przywiązał konia i wypoczywał pod nim.
18 sierpnia 1814 roku w czasie wojny o niepodległość Wenezueli, Aragua był miejscem jednej z najbardziej krwawych bitew w konflikcie. Około 3000 republikańskich obrońców dowodzonych przez pułkownika José Francisco Bermúdeza przeciwstawiło się atakowi prowadzonemu przez około 8000 realistów hiszpańskich pod dowództwem generała Francisco Tomása Moralesa. Według historyka Francisco Alejandro Vargasa, podczas krwawej bitwy, prowadzonej od domu do domu zginęło około 1700 obrońców i mieszkańców miasta a około 2000 zostało rannych. Wiele osób zostało później bez litości zabitych przez wojska Moralesa zgodnie z instrukcjami wydanymi przez komendanta generała wojsk królewskich, José Bovesa. W sumie zginęło 4711 osób z obu stron.

## Gospodarka
Gospodarka Aragua de Barcelona jest typową dla trawiastych Llanos bezpośrednio związaną z rolnictwem i hodowlą zwierząt. Przeważa hodowla bydła, jak również uprawa kukurydzy i sorgo. Inną ważną działalnością rolniczą jest produkcja mleka z którego wytwarza się sery.

## Ciekawostki
W okolicy znajduje się zbiornik „La Estancia”, który dostarcza wodę pitną do gminy. Zbiornik ten jest źródłem wielu historii. Jedna z nich opowiada, że mieszka w nim ogromny wielogłowy wąż, który czasami pożera niczego nie podejrzewających kąpiących się.

## Galeria

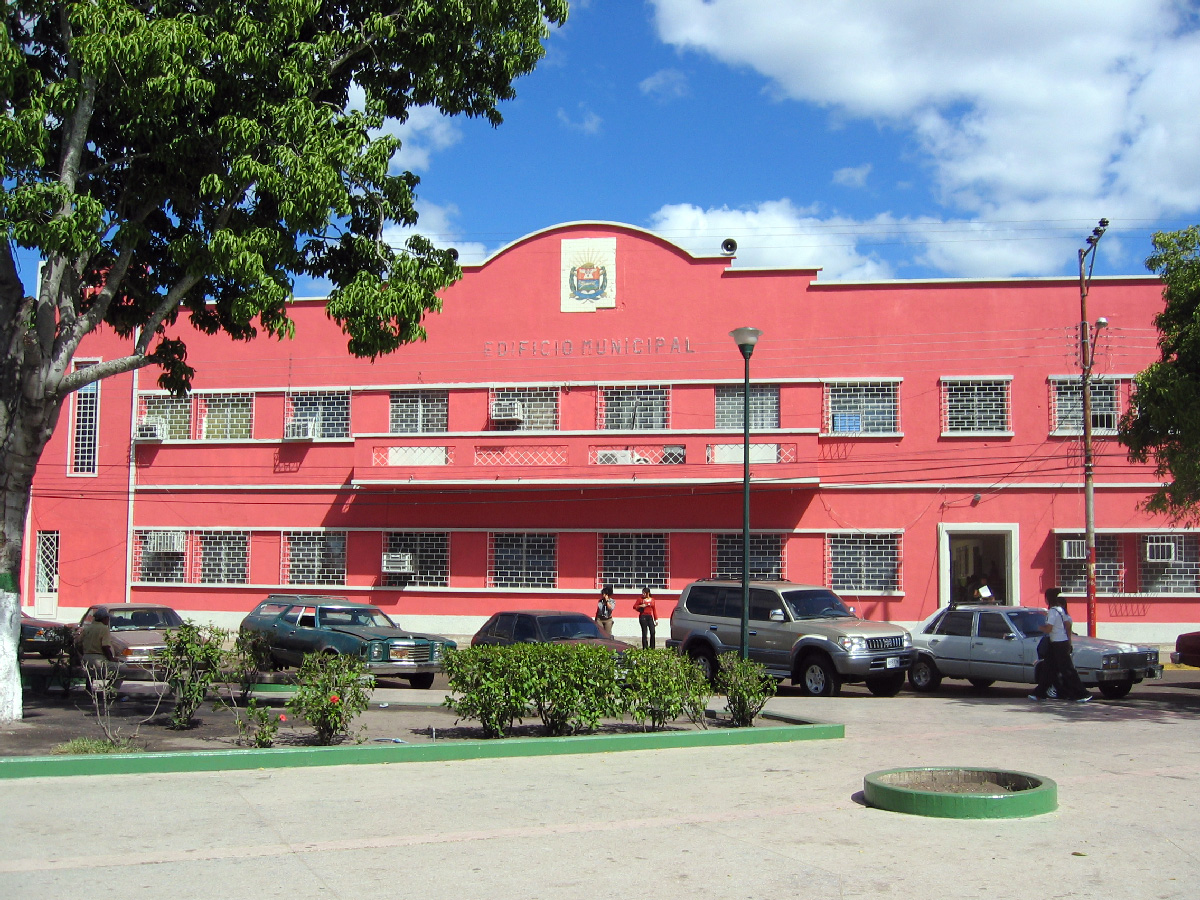
Ratusz Miejski
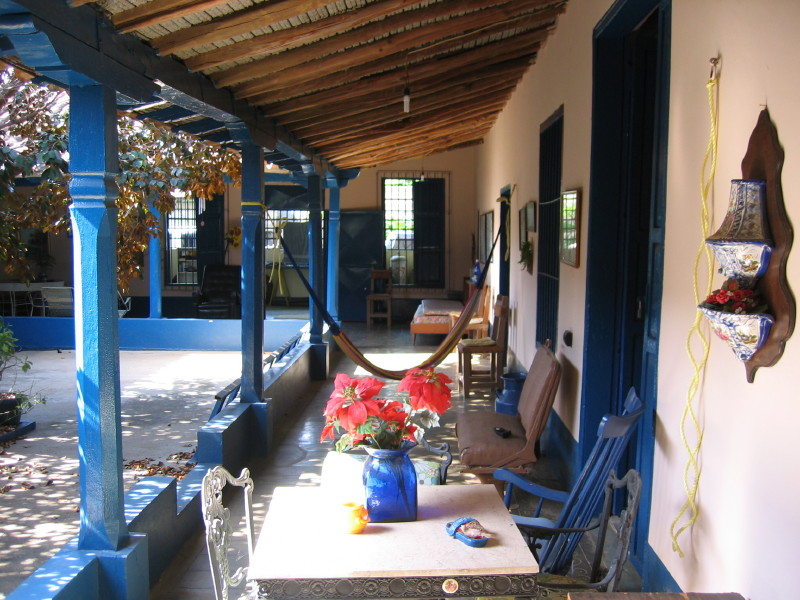
Patio w willi kolonialnej
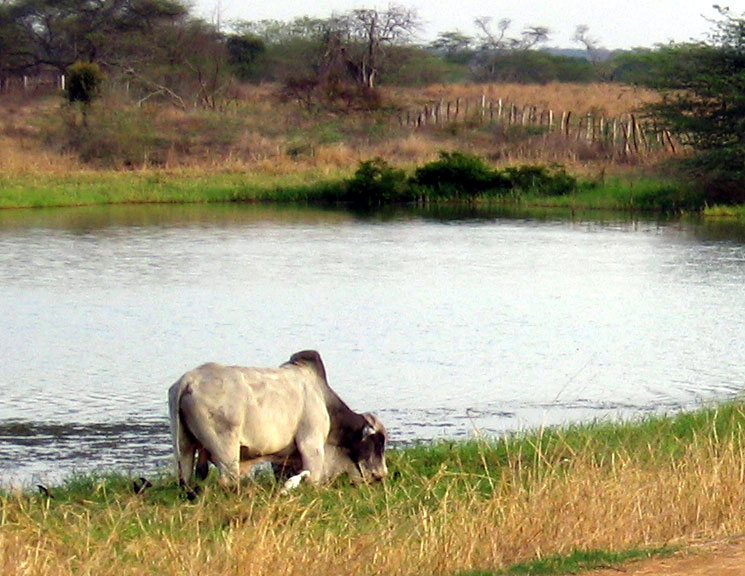
Rolnictwo jest główną działalnością gospodarczą miasta